# Dimitar Kotev
Dimitar Kotev (em búlgaro:  Димитър Котев, 3 de março de 1941) é um ex-ciclista olímpico búlgaro. Representou sua nação em dois eventos nos Jogos Olímpicos de Verão de 1960.